# Carbonato de bario
El carbonato de bario ( BaCO3), también conocido como witherita,  es un compuesto químico utilizado como veneno para ratas, y para fabricación de ladrillos, esmaltes cerámicos y cemento .
La witherita cristaliza en el sistema ortorrómbico. Los cristales están siempre hermanados en grupos de tres, dando lugar a formas pseudo-hexagonales que se asemejan a cristales bipiramidales de cuarzo, las caras suelen ser ásperas y están estriadas horizontalmente. A 1084 K se produce un cambio polimórfico a una fase hexagonal que cambia a cúbica a 1254 K.
El mineral recibe su nombre por William Withering, quien en 1784 reconoció que era químicamente diferente de la barita. Se presenta en vetas de minerales plomo en Hexham, Northumberland; en Alston, Cumbria; en Anglezarke, cerca de Chorley; en Lancashire y otras localidades. La witherita se altera fácilmente para dar sulfato de bario por la acción del agua que contiene sulfato de calcio en disolución. Por tanto, los cristales poseen con frecuencia incrustaciones de barita. Es la principal fuente de sales de bario y se extrae en cantidades considerables en Northumberland. Se utiliza para la preparación de veneno para ratas, en la fabricación de vidrio y porcelana, y anteriormente para el refinado de azúcar.  También se utiliza para controlar la proporción cromato/sulfato en los baños electrolítico de cromo.

## Preparación
El carbonato de bario se obtiene comercialmente a partir de sulfuro de bario, ya sea por tratamiento con carbonato de sodio a 60-70 °C (método de la ceniza de sosa) o pasando dióxido de carbono a 40-90 °C.
En el proceso de la ceniza de sosa, el carbonato de sodio disuelto o sólido se añade a la disolución de sulfuro de bario, y el carbonato de bario precipitado se filtra, se lava y se seca.

## Reacciones
El carbonato de bario reacciona con muchos ácidos para dar sales de bario solubles, por ejemplo, cloruro de bario:
BaCO3 (s) +  2 HCl (aq)  →  BaCl2 (aq)  +  CO2 (g)  +  H2O (l)
Sin embargo, la reacción con ácido sulfúrico es pobre, porque el sulfato de bario es altamente insoluble.

## Usos
El carbonato de bario se usa ampliamente en la industria de la cerámica como un ingrediente en los esmaltes. Actúa como un fundente, un agente de protección y cristalización que se combina con determinados óxidos colorantes para producir colores únicos no fácilmente alcanzables por otros medios.  Su uso es controvertido ya que algunos afirman que se puede lixiviar de los esmaltes en los alimentos y bebidas. Para proporcionar un medio seguro de uso, se utiliza a menudo óxido de bario, BaO, en forma porosa. También se utiliza como rodenticida y agente purificador, catalizador de oxidación.
Se utiliza para fuegos artificiales y preparación de bengalas.
En las industrias del ladrillo, azulejo, loza y cerámica se añade carbonato de bario a las arcillas para precipitar las sales solubles (sulfatos de calcio y magnesio) que causan eflorescencias.